# سد وادي تباله
سد وادي تبالة
سد وادي تبالة هو أحد السدود الاستراتيجية الواقعة في منطقة عسير جنوب المملكة العربية السعودية، وتحديدًا في محافظة بيشة غرب مركز تبالة. يُعد من أهم السدود في المملكة من حيث السعة التخزينية والاستخدامات المتعددة
معلومات عامة
- الاسم: سد وادي تبالة
- الموقع: محافظة بيشة، منطقة عسير
- الإحداثيات: 19.7°N، 42.6°E تقريبًا
- نوع السد: خرساني
- تاريخ الافتتاح: 1432 هجري
- الجهة المشرفة: وزارة البيئة والمياه والزراعة
- الخصائص الفنية
  - السعة التخزينية: حوالي 68.41 مليون متر مكعب
  - الهدف من السد:
    - تخزين المياه لأغراض الشرب
    - دعم القطاع الزراعي
    - الحماية من السيول

- - البنية التحتية: يحتوي على محطة تنقية رئيسية لإنتاج مياه الشرب
  - الأهمية
    - يُعد سد وادي تبالة مصدرًا رئيسيًا لتأمين المياه في منطقة بيشة والمراكز المجاورة.
    - يلعب دورًا مهمًا في تعزيز الأمن المائي ومواجهة مواسم الجفاف.
    - يساهم في تغذية المزارع بالري، مما يدعم الاقتصاد المحلي